# Campionat d'Espanya de motociclisme de velocitat 2013
La temporada de 2013 del CEV, denominat oficialment CEV Repsol,  fou la 64a edició d'aquest campionat, organitzat per la RFME en col·laboració amb Dorna Sports. El calendari oficial constava de 9 proves puntuables. 4 de les proves programades es disputaren als Països Catalans: Circuit de Barcelona-Catalunya a Montmeló (dos dies) i Circuit Ricardo Tormo a Xest (dos dies).

## Classificació final

### Moto3
| Posició | Pilot            | Motocicleta | Punts |
| ------- | ---------------- | ----------- | ----- |
| 1       | Fabio Quartararo | Honda       | 115   |
| 2       | Marcos Ramírez   | KTM         | 114   |
| 3       | Adrián Martín    | Kalex-KTM   | 108   |
| 4       | María Herrera    | KTM         | 102   |
| 5       | Alejandro Medina | KTM         | 101   |
| 6       | Jorge Navarro    | MIR Racing  | 97    |
| 7       | Bryan Schouten   | ?           | 92    |
| 8       | Andrea Migno     | ?           | 48    |
| 9       | Wayne Ryan       | ?           | 45    |
| 10      | Albert Arenas    | ?           | 42    |

### Moto2
| Posició | Pilot                  | Motocicleta | Punts |
| ------- | ---------------------- | ----------- | ----- |
| 1       | Román Ramos            | Ariane      | 173   |
| 2       | Alejandro Mariñelarena | Kalex       | 167   |
| 3       | Hafizh Syahrin         | Kalex       | 155   |
| 4       | Jesko Raffin Giménez   | Kalex       | 104   |
| 5       | Russell Gómez          | ?           | 91    |
| 6       | Santiago Hernández     | Kalex       | 77    |
| 7       | Miguel Angel Poyatos   | ?           | 71    |
| 8       | Andrés González        | ?           | 49    |
| 9       | Oscar Climent          | MIR Racing  | 47    |
| 10      | Edgar Pons             | Kalex       | 42    |

### Stock Extreme
| Posició | Pilot                      | Motocicleta  | Punts |
| ------- | -------------------------- | ------------ | ----- |
| 1       | Xavier Forés               | Ducati       | 201   |
| 2       | Carmelo Morales            | Kawasaki     | 161   |
| 3       | Ivan Silva                 | BMW Motorrad | 158   |
| 4       | Adrián Bonastre            | Suzuki       | 90    |
| 5       | Enric Ferrer               | BMW Motorrad | 83    |
| 6       | Antonio J. Alarcos         | Kawasaki     | 80    |
| 7       | Santiago Barragán          | Suzuki       | 78    |
| 8       | Robertino Pietri Chiossone | Kawasaki     | 68    |
| 9       | Héctor Faubel              | BMW Motorrad | 65    |
| 10      | Marcos A. Solorza          | Kawasaki     | 54    |

## Categories inferiors
| Categoria         | Campió             | Motocicleta | Punts |
| ----------------- | ------------------ | ----------- | ----- |
| Superstock 600    | Miquel Pons        | Yamaha      | 157   |
| Stock Extreme-Pri | Francisco J. Alviz | Kawasaki    | 151   |

## Classificació per marques

### Moto3
| Posició |            | Punts |
| ------- | ---------- | ----- |
| 1       | KTM        | 327   |
| 2       | Kalex-KTM  | 200   |
| 3       | Honda      | 198   |
| 4       | MIR Racing | 121   |
| 5       | TSR        | 46    |
| 6       | Mahindra   | 10    |

### Moto2
| Posició | Marca    | Punts |
| ------- | -------- | ----- |
| 1       | Kalex    | 361   |
| 2       | Ariane   | 248   |
| 3       | Moriwaki | 97    |

### Stck600
| Posició | Marca    | Punts |
| ------- | -------- | ----- |
| 1       | Yamaha   | 359   |
| 2       | Kawasaki | 243   |
| 3       | Suzuki   | 25    |
| 4       | Honda    | 13    |

### Stock Extreme
| Posició | Marca        | Punts |
| ------- | ------------ | ----- |
| 1       | Kawasaki     | 276   |
| 2       | BMW Motorrad | 243   |
| 3       | Ducati       | 212   |
| 4       | Suzuki       | 196   |
| 5       | Honda        | 8     |
| 6       | Yamaha       | 0     |